# Spaniocercoides cowleyi
Spaniocercoides cowleyi är en bäcksländeart som först beskrevs av Winterbourn 1965.  Spaniocercoides cowleyi ingår i släktet Spaniocercoides och familjen Notonemouridae. Inga underarter finns listade i Catalogue of Life.